# 中坊秀祐
中坊 秀祐（なかのぼう ひですけ）は、戦国時代から江戸時代初期にかけての武将・旗本。奈良奉行。名は英祐（えいゆう）である可能性もある（後述）。

## 略歴
中坊氏は菅原道真の後裔・柳生永珍の弟が山城国笠置寺の宗徒となって中坊氏を称したことに始まる。一時、奈良氏と称したが、秀祐の曽祖父・秀友が中坊氏と称した。また、藤原北家の流れを組む系譜も残されている（『寛政重修諸家譜』）。
天文20年（1551年）、中坊盛祐の次男として誕生。
中坊氏は室町時代以後、筒井氏の配下にあったが、永禄2年（1559年）に松永久秀が大和国に侵攻し筒井順慶らと戦い始めるとその立場は揺らいでおり、同年10月には中坊讃岐守が久秀の春日社参拝に従い、永禄8年（1565年）には中坊駿河守が松永方から筒井方に転じた井戸氏を支援して、2000の軍勢を率いて井戸城に入っている。
永禄5年（1562年）に興福寺の衆中が興福寺内部の問題の裁定を松永久秀に依頼し、その取次を藤松（秀祐）が行っていることや、永禄9年（1566年）に松永父子や松永氏の家臣とともに多聞院英俊から礼を受けていることから、秀祐は初め松永久秀に仕えたとされる。しかし、永禄5年時点で12歳の秀祐は人質として多聞山城にいたとも考えられ、後述のように中坊氏は官符衆徒沙汰衆（衆中沙汰衆）であることから、衆中の構成員である中坊氏（秀祐の父か）が秀祐を通じて久秀に興福寺の問題解決の依頼をしたものと見られる。また多聞院英俊からの礼も、秀祐が久秀の家臣だからでなく、中坊氏が官符衆徒沙汰衆であるためという可能性がある。ただし、久秀が大和国人を家臣や与力に編成しようとしていたことは確かと見られ、永禄11年（1568年）に秀祐は久秀の重臣・竹内秀勝の娘と祝言を挙げるなど、久秀と近しい関係になっており、中坊氏が一時期久秀に従っていたとも考えられる。しかし、元亀2年（1571年）6月、中坊氏（駿河守）は筒井方に帰参した。
天正元年（1573年）1月、『尋憲記』で松永方として列挙される中に中坊飛騨（秀祐）の名があるが、天正2年（1574年）1月には筒井順慶の内衆として筒井城に在城していることが確認できる（『二条宴乗記』）。
この後、天正11年（1583年）12月に羽柴秀吉の命で松倉氏ら筒井家中の他の10名とともに「大名」に定められ、秀祐はこれまでの300石から800石へと加増された。
天正12年（1584年）8月に順慶が没すると、定次が跡を継ぐ。翌13年（1585年）閏8月には筒井氏は伊賀へ転封となるが秀祐もそれに従った。定次に仕えた時期の秀祐について、定次から寵愛されて次第に専横の振る舞いが目立つようになったといわれる。さらに島清興と常に対立し、遂には定次に対して清興を讒言し、筒井氏から追放に追い込んだといわれている。
慶長13年（1608年）6月、駿府城の徳川家康に対して定次の不行状を訴えたが、これが原因で定次は改易に追い込まれた（筒井騒動）。寵臣である秀祐がこのような訴訟を行なった理由は家康との裏取引があったためといわれており、筒井氏改易後に幕臣として取り立てられ、奈良奉行に任じられている。また、大和国吉野郡で3500石の知行が与えられた（『寛政重修諸家譜』）。
但し、その半年後である慶長14年（1609年）2月29日に伏見で死去。筒井家臣時代の同僚山中氏に暗殺されたともいう。死後、家督は嫡子・秀政が継いだ。
また、実名に関して「英祐」であるとする説がある。田中慶治によると中坊氏は興福寺官符衆徒沙汰衆を世襲する家で、中坊藤松（秀祐）は永禄12年（1569年）11月に得度を受けて「飛騨公英祐」に名を改めた（『多聞院日記』）。俗人であればこれはヒデスケと読め、「秀祐」の誤記である可能性もあるが、得度を受け僧侶となったことから読みはエイユウであり「秀祐」の誤記とは考えにくい。また「秀祐」と記した同時代史料も見当たらず、『多聞院日記』通り、実名は「英祐」である可能性が高いと考えることができる。